# Astrogorgia rubra
Astrogorgia rubra är en korallart som beskrevs av Thomson och Henderson 1906. Astrogorgia rubra ingår i släktet Astrogorgia och familjen Plexauridae. Inga underarter finns listade i Catalogue of Life.